# Chiesa evangelica metodista (Albanella)
La chiesa evangelica metodista è un edificio che si trova in via Risorgimento ad Albanella.
La cappella wesleyana fu costruita nel 1906 per volere di una comunità albanellese emigrata a New York. In seguito al terremoto dell'Irpinia del 1980, avendo subito il crollo del tetto, l'edificio è stato completamente restaurato.
Il luogo di culto, a navata unica, presenta interni semplici; la facciata presenta la porta d'ingresso, accessibile tramite due rampe di scale, incorniciata in un arco ad ogiva nella cui lunetta riporta la dicitura "Venite adoriamo Iddio". Sopra la porta vi è una vetrata tonda centrale, sovrastata da una cornice lungo gli spioventi del tetto e sulla cima una croce. Nel lato sinistro del tetto vi è un piccolo campanile.